# Font de la plaça del Mestre Gelonch
La Font de la plaça del Mestre Gelonch és un edifici del municipi de Castellar del Vallès (Vallès Occidental). És una obra inclosa en l'Inventari del Patrimoni Arquitectònic de Catalunya.

## Descripció
És un edifici de planta rectangular amb teulada de quatre vessants. Un llarg clos tanca la propietat formada pels jardins i l'habitatge situat en un vèrtex de la finca. La casa consta de planta baixa i dos pisos subratllats en la façana per un fris de ceràmica vidriada de color verd. La façana principal presenta una distribució asimètrica, al centre la porta d'entrada flanquejada per dues finestres i dos fanals de ferro forjat. A l'angle esquerra de la façana destaca a la planta i al pis una gran finestra i en el segon pis una balconada traduint-ne aquesta distribució en la façana perpendicular a la principal. La façana que dona al carrer, i pot ser per aquest motiu, presenta menys obertures, destaca la continuació del fris de ceràmica vidriada que ressegueix també l'arc de la finestra. Les finestres mostren també decoració amb ceràmica vidriada a la zona del llindar.